# Садогурська монета

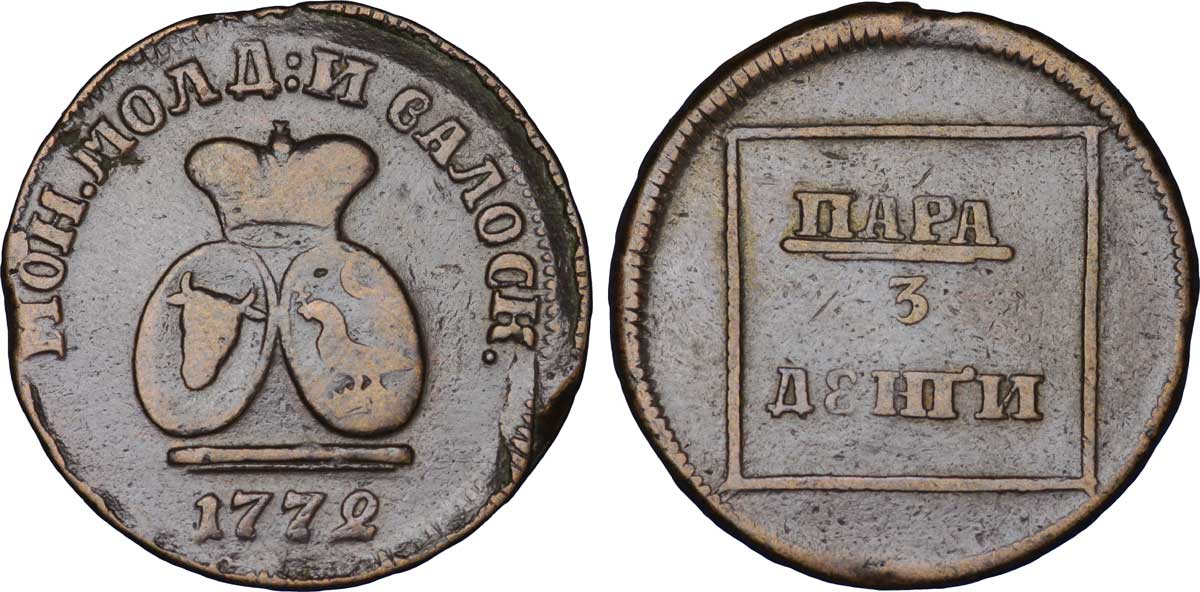
Садогурська монета номіналом 1 пара

Садогурська монета — мідна монета (номінальною вартістю 1 пара = 3 денги та 2 пара = 3 копійки), яка була в обігу на територіях Молдавського князівства і Волоського князівства, окупованих Російською імперією під час російсько-турецької війни 1768—1774. Матеріалом для карбування була мідь, отримана з трофейних турецьких гармат. За дорученням
командуючого генерал-фельдмаршала П. Румянцева
виготовлення монет організував барон П.-Н.Гартенберг-Садогурський.
Обсяг карбування склав із листопада 1771 по травень 1774 року 671 638 рублів 93 коп., що призвело до інфляції та вилучення цих знаків.
Навколо монетарні виникло поселення Садогура (назву утворено від буквального польського перекладу німецького прізвища Гартенберг; згодом — містечко, яке з 1944 мало назву Садгора; із 1965 — у складі Чернівців).